# ریون رایلی
راون رایلی ندی سلیمان (انگلیسی: Raven Riley؛ زاده ۲۱ دسامبر ۱۹۹۰) یک بازیگر پورنوگرافی در اصل از موصِل عراق
است.